# Луково (Струга)
Луково (мкд. Луково) је насеље у Северној Македонији, у западном делу државе. Луково припада општини Струга.
Луково је до 2004. године било седиште истоимене општине, која је потом припојена општини Струга.

## Географија
Насеље Луково је смештено у западном делу Северне Македоније. Од најближег града, Струге, насеље је удаљено 30 km северно.
Луково се налази у историјској области Дримкол, која обухвата горњи ток Црног Дрима. Насеље је смештено на источним падинама планине Јабланица. Источно се тло спушта у клисуру Црног Дрима. Надморска висина насеља је приближно 730 метара.
Клима у насељу, и поред знатне надморске висине, има жупне одлике, па је пре умерено континентална него планинска.

## Становништво
Луково је према последњем попису из 2002. године имало 447 становника. 
Претежно становништво у насељу су етнички Македонци (99%).
Већинска вероисповест је православље.